# アルナウ・テナス
アルナウ・テナス・ウレーニャ（Arnau Tenas Ureña、2001年5月30日 - ）は、スペイン・カタルーニャ州ビック出身のサッカー選手。リーグ・アン・パリ・サンジェルマン所属。ポジションはGK。

## クラブ経歴

### バルセロナ
2001年にカタルーニャ州のビックで双子して生まれ、地元のアマチュアクラブでのキャリアを経て兄のマルク・テナスとともに2010年にFCバルセロナの・ラ・マシアに入団した。
下部組織で順位に成長していったテナスは、イニャキ・ペーニャとともに過去10年間のバルセロナのアカデミーで最も優秀なゴールキーパーとして評価され、2019年3月にCDテルエルとの試合でバルセロナBデビューを果たした。
10月19日、SDエイバルとのリーグ戦にてバルセロナのトップチーム招集を受けた。

### パリ・サンジェルマン
その後トップチームの試合では何度かベンチ入りするも、マルク＝アンドレ・テア・シュテーゲンやイニャキ・ペーニャからプレーの機会を奪うことは出来なかったためトップチームでのプレーは経験せずに、2023年7月30日にテナスはリーグ・アンのパリ・サンジェルマンに3年契約で移籍した。

## 人物
- アルナウの祖父と父も同じゴールキーパーとしてプレーし、兄のマルクはフォワードとしてプレーしている[1]。

## タイトル

### クラブ
FCバルセロナ
- コパ・デル・レイ : 1回（2020−21）
- プリメーラ・ディビシオン : 1回（2022-23）
- スーペルコパ・デ・エスパーニャ : 1回（2022−23）

### 代表
U-19スペイン代表
- UEFA U-19欧州選手権 : 2019

U-23スペイン代表
- パリオリンピック金メダル: 2024